# Wappen der Gemeinde Langenaltheim
Das Wappen der Gemeinde Langenaltheim ist das Hoheitszeichen von Langenaltheim im mittelfränkischen Landkreis Weißenburg-Gunzenhausen.

## Blasonierung
„Unter Schildhaupt mit Eisenhutfeh von Silber und Blau in Rot ein silberner Zweispitzhammer mit goldenem Stiel, begleitet von drei zwei zu eins gestellten, fünfstrahligen silbernen Sternen.“

## Geschichte
Das Eisenhutfeh stammt aus dem Wappen der Marschälle von Pappenheim, die von 1541 bis 1806 die Herrschaft in Langenaltheim innehatten. Die Sterne sind aus dem Wappen der Mörnsheimer. Die Farben Silber und Rot weisen auf das Hochstift Eichstätt hin. Die zahlreichen Steinbrüche Langenaltheims gelten als lokale Besonderheit, die durch den Zweispitzhammer als Steinhauerwerkzeug dokumentiert werden. Das Wappen wurde am 27. April 1971 durch den Beschluss des Gemeinderats mit Zustimmung der Regierung von Mittelfranken eingeführt.